# Navid Negahban
Navid Negahban (en persa: نوید نگهبان‎; Mashhad, Irán; 2 de junio de 1968) es un actor iraní. Ha participado en las series 24, Homeland, Mistresses y posteriormente se desempeñó como el supervillano Amahl Farouk / Shadow King en la segunda temporada de la serie Legión de FX.

## Biografía
Negahban nació en Mashhad, Irán. Tomó el gusto por el teatro cuando tenía 8 años de edad, mientras provocó la risa de una gran audiencia al interpretar a un anciano en el escenario. Él salió de Irán cuando tenía 20 años viajando a Turquía y luego a Alemania, donde pasó casi nueve años. En Alemania, trabajó para una compañía de teatro, y luego, en 1993, se trasladó a los Estados Unidos. Habla con fluidez inglés, alemán y persa (Farsi y Dari). También comenzó a aprender francés para su papel en Legión.

## Carrera
Ha participado en series como El Escudo, El Ala Oeste, Perdidos, y CSI: Miami. Ha colaborado en dos ocasiones con la actriz iraní-estadounidense, Necar Zadegan, una vez en 24 y también en CSI: Miami, donde, como su esposa, ella lo asesina.
Negahban también ha realizado dos colaboraciones con otra actriz iraní-estadounidense,  Mozhan Marnò en la serie La Unidad y la película La verdad de Soraya M., donde interpretó al marido de Soraya (Marnò). En 2008  expresó su semejanza con el personaje Dr. Challus Mercer en el juego de terror y supervivenciade Dead Space. También apareció como el principal antagonista en la aclamada serie Homeland. En 2011 ganó el Premio a Mejor Actor por el cortometraje iraní  Liberación (2009) en el Festival de Cine iraní Noor, y en 2012, volvió para servir como juez oficial del festival.
En febrero de 2015, The Hollywood Reporter y Variedad confirmaron que había comenzado el rodaje de la película de espías y suspense, Damasco Cover, basada en la novela de Howard Kaplan, junto a Jonathan Rhys Meyers, Olivia Thirlby y John Hurt. Negahban desempeñó el papel del general sirio Sarraj.

## Filmografía
| Año         | Título                                | Rol                                                      |
| ----------- | ------------------------------------- | -------------------------------------------------------- |
| 2005        | The Fallen Ones                       | Ammon                                                    |
| 2006        | Broken                                | Keith                                                    |
| 2007        | Waking Dreams                         | Toly                                                     |
| 2007        | Charlie Wilson's War                  | Tranductor del campo de refugiados                       |
| 2008        | Richard III                           | Sir James Tyrrel                                         |
| 2008        | Djinn                                 | Djinn                                                    |
| 2008        | The Stoning of Soraya M.              | Ali                                                      |
| 2009        | Powder Blue                           | Dr. Brooks                                               |
| 2009        | Stellina Blue                         | Amir Keshavarz                                           |
| 2009        | Dead Air                              | Abir                                                     |
| 2009        | Brothers                              | Murad                                                    |
| 2011        | Atlas Shrugged: Part I                | Dr. Robert Stadler                                       |
| 2013        | The Power of Few                      | Sahel                                                    |
| 2013        | The Moment                            | Malik Jamil                                              |
| 2013        | Words and Pictures                    | líder Rashid                                             |
| 2014        | American Sniper                       | Sheikh Al-Obodi                                          |
| 2015        | Baba Joon                             | Itzhak                                                   |
| 2016        | Jimmy Vestvood: Amerikan Hero         | Mohammad Mohammad-Mohammadi                              |
| 2016        | Brain on Fire                         | Dr. Souhel Najjar                                        |
| 2016        | Window Horses                         | Mehran (voz)                                             |
| 2016        | Sniper: Ghost Shooter                 | Robert Mothershed                                        |
| 2017        | Sand Castle                           | Kadir                                                    |
| 2017        | American Assassin                     | Behurz                                                   |
| 2017        | Damascus Cover                        | Sarraj                                                   |
| 2018        | 12 Strong                             | General Abdul Rashid Dostum                              |
| 2019        | Aladdin                               | Sultán                                                   |
| 2023        | Kandahar                              | Mo                                                       |
| 2023        | Sitting in Bars with Cake             | Isaac                                                    |
| Televisión  |                                       |                                                          |
| Año         | Título                                | Rol                                                      |
| 2000        | The Invisible Man                     | Oman Tariq                                               |
| 2002        | The Shield                            | Zayed Al-Thani                                           |
| 2003        | The Agency                            | conductor árabe / oficial palestino                      |
| 2003        | JAG                                   | Jamal Bin Fahad Al-Hadi                                  |
| 2004        | Threat Matrix                         | Fred                                                     |
| 2004        | The West Wing                         | Maz                                                      |
| 2004        | Lost                                  | Omar                                                     |
| 2005        | Over There                            | padre iraquí                                             |
| 2005        | 24                                    | Abdullah                                                 |
| 2006        | Las Vegas                             | Farouk Naeem                                             |
| 2006        | The Unit                              | Faheed                                                   |
| 2006        | Without a Trace                       | Nazar Rahim                                              |
| 2006        | The Path to 9/11                      | Khalili                                                  |
| 2006        | Criminal Minds                        | Hassan Nadir                                             |
| 2006        | Alias                                 | extranjero                                               |
| 2006        | Law & Order                           | Imam Ibrahim                                             |
| 2006        | The Closer                            | Dr. al-Thani                                             |
| 2006        | Sleeper Cell                          | Coronel                                                  |
| 2007        | Shark                                 | Amir Khan                                                |
| 2007        | Law & Order: Special Victims Unit     | Dr. Rankesh Chanoor                                      |
| 2007        | NCIS                                  | Jalil Shaloub                                            |
| 2007        | Moonlight                             | Amir Fayed                                               |
| 2009        | Fringe                                | Dr. Malik Yusef                                          |
| 2010        | CSI: Miami                            | Rahim Farooq                                             |
| 2010        | 24                                    | Jamot                                                    |
| 2010        | Dark Blue                             | Ahmad Satar                                              |
| 2010        | NCIS: Los Angeles                     | Aziz Anshiri                                             |
| 2010        | The Whole Truth                       | Paul Bagdazarian                                         |
| 2011        | Covert Affairs                        |                                                          |
| 2011–2013   | Homeland                              | Abu Nazir                                                |
| 2013        | CSI: NY                               | Zane Kalim                                               |
| 2013        | The Game                              | Zane Kalim                                               |
| 2013        | Arrow                                 | Al-Owal                                                  |
| 2014        | The Mentalist                         | Hassan Zarif                                             |
| 2014        | Person of Interest                    | Ali Hasan                                                |
| 2014        | Tatort                                | Harun                                                    |
| 2015        | Scorpion                              | Agente Khara                                             |
| 2015        | Veep                                  | Abbas                                                    |
| 2015        | Law & Order: Special Victims Unit     | Sam Farhidi                                              |
| 2015        | The Messengers                        | Primer Ministro afgano                                   |
| 2016        | The Catch                             | Qasim Halabi                                             |
| 2016        | Mistresses                            | Jonathan Amadi                                           |
| 2017        | Curb Your Enthusiasm                  | Morsi                                                    |
| 2018        | Legion                                | Amahl Farouk / Shadow King                               |
| 2020-2021   | Castlevania                           | Prior Sala                                               |
| Videojuegos |                                       |                                                          |
| Año         | Título                                | Rol                                                      |
| 2008        | Dead Space                            | Dr. Challus Mercer                                       |
| 2010        | Dark Void                             | vigilante                                                |
| 2010        | Prince of Persia: The Forgotten Sands | lector del poema de apertura, Sandman' voces adicionales |
| 2010        | Medal of Honor                        | Pashto peleador 5                                        |
| 2011        | Assassin's Creed: Revelations         | voces adicionales                                        |
| 2012        | Ghost Recon: Future Soldier           | Farsi Thug                                               |
| 2012        | Spec Ops: The Line                    | Refugiado                                                |
| 2012        | Call of Duty: Black Ops II            | voces adicionales                                        |
| 2016        | 1979 Revolution: Black Friday         | Asadollah Lajevardi                                      |